# 미마키촌 (교토부)
미마키촌(일본어: 御牧村)은 일본 교토부 구세군에 설치되었던 촌이다. 현재의 구미야마정 북부에 해당한다.